# 鳥取市立鹿野中学校
鳥取市立鹿野中学校（とっとりしりつ しかのちゅうがっこう）は、鳥取県鳥取市鹿野町鹿野にあった公立中学校。2018年、義務教育学校である鳥取市立鹿野学園への移行により廃校となる。校舎は、鹿野学園王舎城学舎として使用されている。

## 概要
校区は、鹿野小学校の通学区域であった。本校は小中一貫教育を行っており、かつての鹿野城の二の丸跡である。

## 沿革
- 2004年（平成16年）11月1日 - 鹿野町が鳥取市に編入されたことに伴い、鳥取市立鹿野中学校と改称する。
- 2018年（平成30年）
  - 3月 - 鳥取市立鹿野小学校との統合により廃校
  - 4月 - 義務教育学校である鳥取市立鹿野学園開校[1]

## 通学区域
- 鹿野小学校校区
  - 鹿野町今市、鹿野町岡木、鹿野町乙亥正、鹿野町河内、鹿野町小別所、鹿野町鹿野、鹿野町鷲峯、鹿野町末用、鹿野町寺内、鹿野町閉野、鹿野町中園、鹿野町広木、鹿野町水谷、鹿野町宮方

## 著名な出身者
- 佐々木えるざ（2009ミス・ワールド日本代表)